# Oest-Katav
Oest-katav (Russisch: Усть-Катав) is een stad in oblast Tsjeljabinsk, Rusland. De voornaamste fabriek produceert er onderdelen voor de raket-en wapenindustrie en maakt trams: de UKVZ (Oest-Katavskiy Vagonstroitelniy Zavod).
Oest-katav ligt dicht bij de Trans-Siberische spoorlijn en de M-5 snelweg.

## Beschrijving

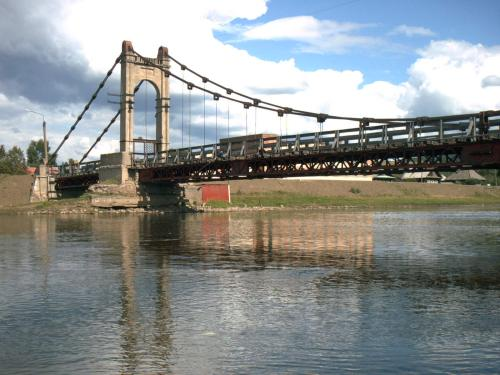
Oest-Katav, Brjansker brug

De stad ligt ongeveer halverwege de steden Oefa aan de westkant en Tsjeljabinsk aan de oostkant van de Oeral. De stad werd in 1758 gesticht. Oest-Katav bestaat uit een oude stad in een dal bij het Katav-stuwmeer, drie nieuwere stadsdelen, Mikrorajon 1 tot Mikrorajon 3 
en enkele aangegroeide voormalige dorpen.
Oest-Katav is niet rijk aan aansprekende architectuur. Schilderachtig is het oude deel, huizen met tuinen omgeven door hellingen en bossen van de Oeral. De drie Mikrorajons met woonblokken aan de westkant zijn in Sovjet-stijl gebouwd. Bij Oest-Kata stroomt de rivier Katav in de Jurjusan, die weer in de Oefarivier uitmondt.

## Geschiedenis
De stad werd gebouwd in verband met de plaatselijke ijzerertswinning. In de beginfase bestond de stad uit een molen, een houtzagerij en wat later een ijzergieterij. De plaatselijke productie kreeg in de 19e eeuw internationale betekenis en werd in 1862 op de industrietentoonstelling van Londen gepresenteerd. In 1889 werd de plaats aan het Russische spoorwegnet aangesloten.
In 1917 nam een plaatselijke Raad (Sovjet) van arbeiders en soldaten de macht in de plaats over. In 1939 woonden er al 13.000 mensen. In de Tweede Wereldoorlog nam door de industriële productie de betekenis van de stad toe. Na de oorlog begon de productie van tramrijtuigen die Oest-Katav in de hele Sovjet-Unie bekendheid gaven. De meeste trams voor het land werden hier geproduceerd, van het type KTM-5 alleen al meer dan 13.000. Ook werden raketonderdelen voor de Russische ruimtevaart geproduceerd. In 1979 werden de Mikrorajons-woonwijken gebouwd, waar tegenwoordig de meerderheid van de bevolking leeft. De stuwdam werd in 1980 gebouwd waarbij het stuwmeer ontstond.

### Bevolkingsontwikkeling
| Jaar | Aantal inwoners |
| ---- | --------------- |
| 1939 | 13.032          |
| 1959 | 23.133          |
| 1970 | 23.438          |
| 1979 | 24.521          |
| 1989 | 31.218          |
| 2002 | 25.898          |
| 2010 | 23.580          |
| 2017 | 22.536          |

## Economie en verkeer
Oest-Katav is voor heel Rusland van belang door de productie van trams. De Kirov-Wagonfabriek was jarenlang de enige producent van het land. Ook worden raketonderdelen voor de ruimtevaart en het leger in de stad geproduceerd. In de landbouw houdt men koeien en varkens en op akkers worden tarwe en zonnebloemen geteeld.
Oest-Katav ligt nabij de autosnelweg M5, een belangrijke oost-west verbinding van Moskou via Samara, Oefa en Tsjeljabinsk naar de Siberische steden Omsk en Novosibirsk. Ook de spoorweg van Moskou via Samara naar Siberië gaat langs de stad, waar ook lange-afstandstreinen het station aandoen. Het plaatselijk openbaar vervoer bestaat uit enkele buslijnen. Een tramlijn wordt alleen nog gebruikt voor het testen van nieuw gebouwde wagons.

## Onderwijs en cultuur
In de stad bevindt zich een technische faculteit van de Universiteit van Tsjeljabinsk. Er is ook een middelbare technische school. Het culturele aanbod is beperkt: er zijn twee bioscopen, een "cultuurhuis" en een balletschool.